# スーパー・ライヴ・セッション
『スーパー・ライヴ・セッション』は、ザ・ゴールデン・カップスが1969年に発表したライブ・アルバム。1曲を除いてすべてカバーで構成されている。

## 概要
1969年4月21日、横浜市の「ZEN」で行われたライブを収録。B面最後の「ゼンのブルース」のみ、当時パワーハウスというバンドを結成していた陳信輝（ギター）と柳譲治（ベース）が参加している。同年8月1日にリリースされた。
マーヴィン・ゲイの「ワン・モア・ハートエイク」はバターフィールド・ブルース・バンドのアルバム『The Resurrection of Pigboy Crabshaw』（1967年）のバージョンを、ドノヴァンの「魔女の季節」とインプレッションズの「マンズ・テンプテーション」はマイク・ブルームフィールド、アル・クーパー、スティーヴン・スティルスのアルバム『スーパー・セッション』（1968年）のバージョンを元にしている。

## 収録曲
Side 1
1. モジョ・ワーキング - Got My Mojo Working (Preston Foster) - 4:42
ボーカル：デイヴ平尾、ケネス伊東
2. アイム・ソー・グラッド - I'm So Glad (Skip James) - 4:57
ボーカル：エディ藩
3. 59番街 - The 59th Street Bridge Song (Feelin' Groovy) (Paul Simon) - 5:08
デイヴ平尾、エディ藩
4. ワン・モア・ハートエイク - One More Heartache (Warren Moore, Smokey Robinson, Bobby Rogers, Marv Tarplin, Ronald White) - 3:50
ボーカル：デイヴ平尾
5. 魔女の季節 - Season of the Witch (Donovan) - 9:28
ボーカル：エディ藩、マモル・マヌー

Side 2
1. グロリア - Gloria (Van Morrison) - 10:10
ボーカル：ケネス伊東
2. 悪い星の下に - Born Under a Bad Sign (Booker T. Jones, William Bell) - 4:25
ボーカル：デイヴ平尾
3. マンズ・テンプテーション - Man's Temptation (Curtis Mayfield) - 4:27
ボーカル：デイヴ平尾
4. ゼンのブルース - Zen Blues (ザ・ゴールデン・カップス) - 10:40
ボーカル：ケネス伊東

## 演奏者
- デイヴ平尾 - ボーカル
- エディ藩 - ギター、ボーカル
- ルイズルイス加部 - ベース
- ケネス伊東 - ギター、ボーカル
- ミッキー吉野 - オルガン、エレクトリックピアノ
- マモル・マヌー - ドラムズ、ボーカル
- 陳信輝 - ギター（B4）
- 柳譲治 - ベース（B4）